# Cherie Chung
Cherie Chung Chor-hung (en chino: 鍾楚紅, nacida el 16 de febrero de 1960) es una actriz de cine de Hong Kong. De ascendencia hakka, fue una de las principales representantes de la pantalla grande de Hong Kong durante la década de 1980.

## Carrera

### Inicios
Cherie participó en la competencia Miss Hong Kong de 1979 y ocupó el tercer lugar. Más tarde fue descubierta por el director de cine Johnnie To y debutó en su primera película The Enigmatic Case (1980).

### Reconocimiento
Su belleza y encanto la llevaron a convertirse en una de las mejores actrices de Hong Kong en ese momento. Acompañó a Jackie Chan en la película Winners and Sinners de 1983. En su carrera cinematográfica, una de sus actuaciones más famosas fue en An Autumn's Tale (1987) de Mabel Cheung, donde interpretó a Jennifer, una mujer educada de clase media que se enamora de un hombre grosero e inculto interpretado por Chow Yun-fat. La película se convirtió en una de las cintas románticas más exitosas en la historia del cine de Hong Kong. Chung es conocida como la «Marilyn Monroe» de la industria del entretenimiento de Hong Kong debido a su atractivo físico. Se retiró de la actuación en la década de 1990. Su última película fue Once a Thief (1991) de John Woo.
Se casó con el gurú publicitario Mike Chu en 1991 en los Estados Unidos. El 24 de agosto de 2007, Chu murió de cáncer de estómago.